# سنيات ظهرية
السنيات الظهرية أو فصيلة نوتودونتيدي (بالإنجليزية: Notodontidae)، هي فصيلة تنتمي لحشرات العثة إلى جانب وجود حوالي 3800 نوع معروفة. توجد عثث هذه الفصيلة في جميع أنحاء العالم، ولكن يتركز معظمها في المناطق الاستوائية، خاصةً في العالم الجديد (Miller, 1992). ويتم تضمين فصيلة دوديات الفراش الجرارة (سلسلة العثث) هنا في بعض الأحيان باعتبارها فصيلة فرعية.
تميل أنواع هذه الفصيلة إلى أن تكون ثقيلة الجسد وطويلة الجناحين، وتكون الأجنحة مطوية على ظهر الجسد الساكن. ونادرًا ما تُظهِر أيّ ألوانٍ زاهيةٍ، حيث إنها تكون عادةً رمادية أو بنية اللون بشكلٍ رئيسي، باستثناء الفصيلة الفرعية ديوبتيناي (Dioptinae) (Grimaldi and Engel, 2005). تعني هذه السمات أن السنيّات الظهرية تُشبه الليليات بالرغم من عدم وجود صلة وثيقة بين الفصائل. والحشرات الكبيرة منها فصائل الكبيرة لا تُغذي. ويوجد لدى العديد من الأنواع خُصل من الشعر الموجودة على الطرف الخلفي لأحد الجناحين الأماميين والذي يبرز إلى أعلى في حالة السكون. وهذا يعطيها الاسم الشائع المتمثل في البارزات (prominents). تعكس الأسماء الشائعة لبعض الأنواع الأخرى كثرة الشعر، مثل عثة الهرة (Puss Moth) والمجموعة المعروفة عمومًا باسم الهريرات (kittens) (الفُرَيقة نوع)، وسميت بذلك لأنها تشبه النُسخ الصغيرة من عثة الهرة.

## دورة الحياة

### البويضة
تكون البويضة نصف كروية أو كروية الشكل تقريبًا، وتفتقر إلى أي أضلاع (سكوبل، 1995).

### اليرقات
عادةً ما تكون اليرقات بلا شعر، ولكن قد يكون لها دَرَنات أو أعمدة فقرية أو حُدَيبات (سكوبل 1995)، وتسكن غالبًا مع وجود كلٍ من الطرفين مرفوعين. تكون المجموعة الأخيرة من الأرجل الأمامية لا وظيفية في كثيرٍ من الأحيان -أو قد تكون طويلة- مع الغدد التي يمكن أن تكون منقلبة بطنًا لظهر. وتخضع بعض اليرقات لتعديلٍ في الشكل وتغيير في اللون مع كل طور مرحلي (ويلر، 1992). تكون اليرقات التابعة للسنيات الظهرية جديرة بالملاحظة بسبب أشكالها الشاذّة، والبعض لديه دفاعات كيميائية (حمض سيانوجيني وحمض الفورميك وكيتونات أخرى: بلوم، 1981) وعادةً لا توجد في حرشفيات الأجنحة الأخرى (ويلر 1992). تملكالشيزورا أحادية القرن (Schizura unicorns) والبادية س (S. badia) مزيجًا من حمض الفورميك وحمض الخليك والمركبات الأخرى التي يستخدمها كلٌ منهم في الرش بدقةٍ على مُهاجمة (أتيجال وآخرون، 1993).

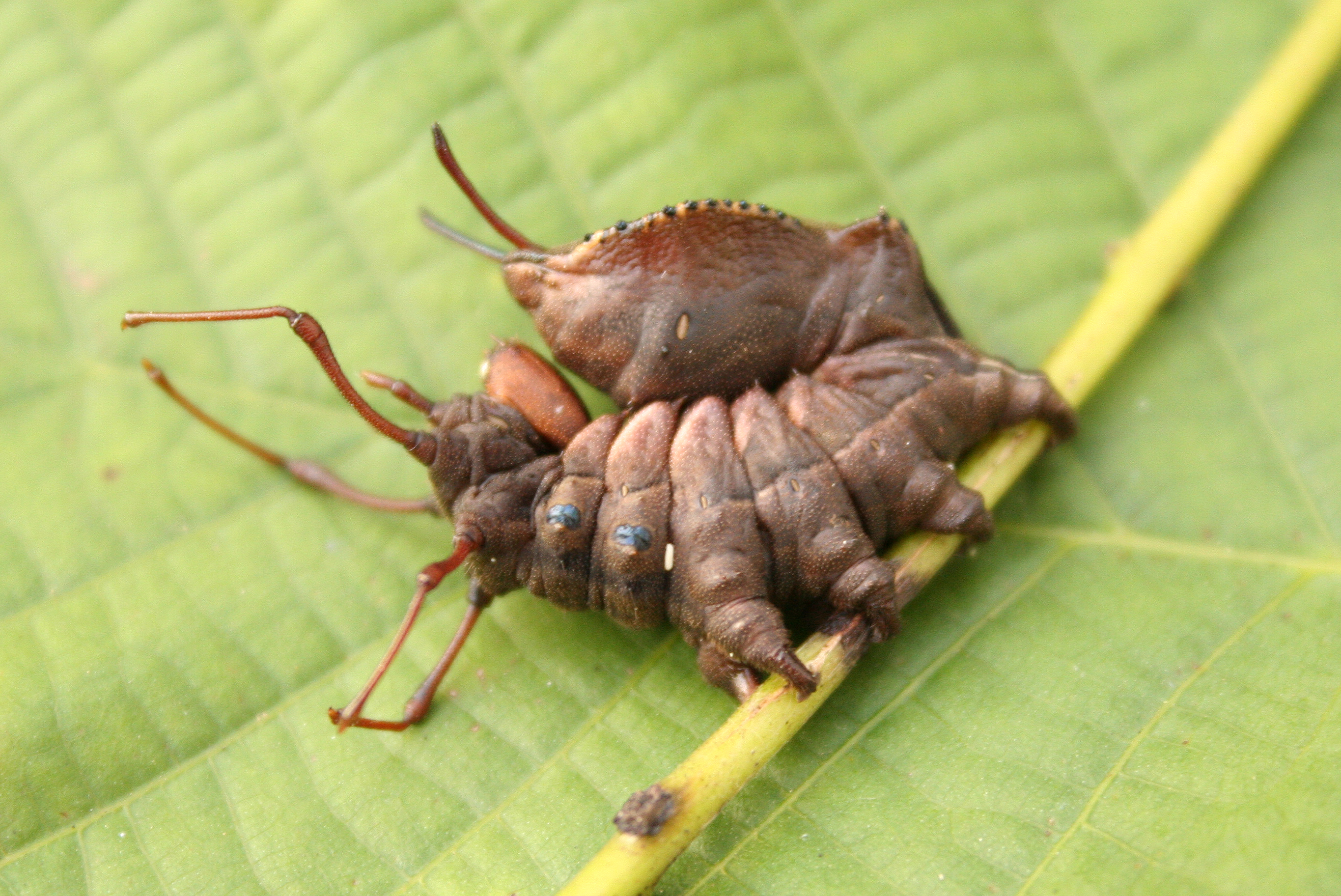
العثة جراد البحر يرقة

تكون يرقات بعض الفصائل غير عادية حقًا: فعثة الهرة تلك لديها مظهر مخيف «وجهاً» وسوطين طويلين مثل «الذيول» (في الواقع أرجل أمامية مُعدّلة للغاية) وتجعل كلا الطرفين في عرضٍ تهديدي عندما تضطرب. تكون يرقة العثة جراد البحر ملحوظة بشكلٍ أكبر، مُشابهةً للقشريات. تحاول يرقات أخرى، مثل سيرورا فينولا تقليد حافة ورقة النبات التي ذبُلت وتحول لونها للبني (تسكن وتتغذى على طول حافة ورقة النبات).
ويكون المعظم مُغذيات انفرادية، ولكن البعض يتغذى قطيعيًا، وهذا هو الأكثر شيوعًا في سلسلةِ العثث، دوديات الفراش الجرارة.
ويتغذون على الأشجار والشجيرات، باستثناء فصيلة الديوبتيناي الفرعية، التي تتغذى على النباتات العشبية (ميلر، 1992). تتغذى اليرقات عادةً على فصيلة واحدة فقط من الأشجار، ولكن الأنواع ذات الصلة الوثيقة باليرقات تتغذى على نباتاتٍ بعيدة الصلة؛ فعلى سبيل المثال الأفراد المختلفة لجنسداتانا (Datana) تتغذى على الجوزيات والمشتركات والخلنجيات والبطميات (ميلر 1992).

### الكبار
تملك اليرقات الكبيرة أعضاء طبلية على الصدر العلوي الذي يفتح نحو الأعلى، ونتوءات ظنبوبية ذات حواف مسننة (سكوبل، 1995). وتتنوع أجزاء الفم من كونها متطورة إلى غيابها. تكون الديوبتينا -التي تم اعتبارها سابقًا فصيلة منفصلة ملونة وتطير نهارًا، في حين أن باقي فصائل السنيّات الظهرية ليلية. وبعض من هذه الديوبتينا لها أعضاء سمعية طَبْلِيّة غير وظيفية والتي تكون عادةً دفاعية ضد الخفافيش (فولارد وآخرون، 1997).

## الأهمية
تُسبب بعض فصائل السنيات الظهرية تساقط أوراق النباتات العائلة لها بشكلٍ محلوظًا. تتضمن مسببات تساقط أوراق النباتات: البارزة المثقلة هيتروكامبا جوتيفيتا ومسببات تساقط شجر الحور كلوستيرا كوبريتا ودودة شجر البلوط الكاليفورنية فريجانيديا كاليفورنيكا ويرقة خشب الزان كوادريكالكاريفيرا بانكتاتيلا ويرقتا أوراق شجر البلوط المتغيرتان لوشماوس مانتو وإبيسيرورا بيرجيسي ويرقات الشجر أصفر العنق داتانا مينيسترا ويرقة خشب الجوز داتانا إنتجريما وغيرهم.

## النظاميات
الفصائل الجديرة بالملاحظة هي:
- اليرقة ذات الطرف الأبيض المصقول (فاليرا بوسيفالا)
- عثة الهرة (سيرورا فينولا)
- العثة جراد البحر (ستروبوس فاجي)
- هريرات الحور (فوركولا بيفيدا)
- البارز المخدوع (بتيلودون كابوسينا)
- البارزة الوعرة (ناداتا جيبوسو)

وبصرف النظر عن العائلات الفرعية المذكورة أعلاه، هناك العديد من فصائل السنيات الظهرية جنساً ذات العلاقات غير المؤكدة. وهي:
| - أفيليا - أنثوا - أنتيميما - أنتيثيميراستيس - أستيليس - كارديجا - كاسيرا - كومونيا - داتانا - فاليريدا؟ - ديستولميا - ديدوجوا - إكنومودس - إليميوتس - إيهيباربكس - فاريجيا - جالابا - جارجتيانا - هيبيا - هوبارتينا - هايلاورا | - هايباربكس - لاسيوسيروس - ليريميريس - ليتودونتا - لوشماوس - ماكروروكامبا - ميدانيلا - ميسوجادا - ناداتا - السنيات الظهرية؟ - نيولا - نوتيلا - نوتودونتلا - أوليجوسينتريا - أوميشليس - أورثولوميا - باراسيرورا - باراديستولميا - بنتوبيسا - فيراسبيس - فيريساسيس | - بوليشاو - باراشاوزيا - بساليدوستيثا - بسيدهابيجيا - بسيدوتيليكليتا - ريسوميرا - ريستو - رودنيا - ساجامورا - شيزورا - سكرانسيا - سيثروفانس - سكويسيا - سوراما - سفيتا - سيمريستا - ثيراو - تيموراكا - أورسيا |

## وصلات خارجية
- Family [<a href="http://lepidoptera.pro/family/notodontidae/">http://lepidoptera.pro/family/notodontidae/</a> Notodontidae] at Lepidoptera.pro
- [<a href="http://entomology.ifas.ufl.edu/creatures/orn/azalea_caterpillar.htm">http://entomology.ifas.ufl.edu/creatures/orn/azalea_caterpillar.htm</a> azalea caterpillar, Datana major] on the جامعة فلوريدا / IFAS Featured Creatures Web site

قالب:Lepidoptera